# Guêpier montagnard
Merops oreobates
Espèce
Statut de conservation UICN

 LC  : Préoccupation mineure
Le Guêpier montagnard est une espèce d'oiseaux de la famille des Meropidae.
Cet oiseau vit en Afrique de l'Est, de part et d'autre du lac Victoria : forêts d'altitude du rift Albertin, Kenya, Ouganda, Soudan du Sud et Tanzanie.